# Донати, Массимо (футболист)
Ма́ссимо Дона́ти (итал. Massimo Donati; род. 26 марта 1981, Сан-Вито-аль-Тальяменто, Фриули-Венеция-Джулия) — итальянский футболист и тренер. Выступал на позиции полузащитника.

## Карьера
Воспитанник клуба «Аталанта». После трёх лет выступлений в бергамском клубе Донати перешёл в «Милан», который заплатил за молодого хавбека 15 миллионов евро. К тому моменту Донати считался одним из самых перспективных молодых футболистов в Италии.
Массимо перешёл в «Милан» в 2001 году. За год выступлений в именитом итальянском клубе Донати особого впечатления не произвёл. Для того чтобы молодой Массимо не «просиживался» на скамейке запасных, а начал получать игровую практику, руководство «Милана» решило отдать футболиста в аренду.
«Арендное скитание» Донати проходило в таком темпе, что за 3 года он успел поиграть в 4-х разных клубах: «Парма», «Торино», «Сампдория» и «Мессина». В 2006 году Донати вернулся в свой родной клуб — «Аталанту».
В 2007 году «Селтик», один из сильнейших шотландских клубов, приобрёл Донати за 3,5 млн фунтов стерлингов. Первое время Массимо был одним из ключевых игроков в составе «кельтов», однако позже он постепенно начал терять место в основе, а вскоре объявил о желании вернуться в Италию.
В 2009 году Донати перешёл в «Бари», клуб, который на тот момент занял 1-е место в Серии Б и поднялся в Серию А. В сезоне 2009/10 Донати провёл 32 матча, забил 1 гол и сделал 3 голевые передачи.
19 января 2012 года игрок подписал контракт с клубом «Палермо» сроком до 30 июня 2014 года.

## Достижения
- Чемпион Шотландии 2007/08